# Stephanie Watts
Stephanie Courtney Watts (Bronx, 12 aprile 1997) è una cestista statunitense, professionista nella WNBA.

## Carriera
È stata selezionata dalle Los Angeles Sparks al primo giro del Draft WNBA 2021 (10ª scelta assoluta).